# Claude McKay
Claude McKay (Clarendon Parish, Jamaica, 15 de septiembre de 1889 – Chicago, 22 de mayo de 1948), fue un escritor y poeta jamaicano. Comunista en su juventud, no llegó a hacerse miembro del partido aunque, tras realizar una visita a la Unión Soviética, escribió sobre la experiencia muy favorablemente. McKay participó en el Renacimiento de Harlem (Harlem Renaissance), y escribió tres novelas: Home to Harlem (1928), éxito de ventas con el que ganó el premio Harmon de oro de literatura, Banjo (1929), y Bananas Bottom (1933). McKay también escribió una colección de relatos cortos, Gingertown (1932), y dos libros autobiográficos: A Long Way from Home (1937) y Harlem: Negro Metropolis (1940). Su libro de poesía, Harlem Shadows (1922) estuvo entre las primeras publicaciones del renacimiento de Harlem. Su libro de poemas escogidos, Selected Poems (1953), fue publicado póstumamente.

## Juventud
McKay, bautizado con el nombre de Festus Claudios McKay en James Hill, Clarendon, Jamaica, era el hijo menor de Thomas Francis McKay y Hannah Ann Elizabeth Edwards, granjeros prósperos, aunque analfabetos, con las propiedades suficientes como para tener derecho a voto. 
A la edad de cuatro años McKay comenzó a asistir al colegio de la iglesia a la que asistía, y con siete años fue enviado a vivir con su hermano mayor, maestro de escuela, para que recibiese la mejor educación posible. Mientras vivía con su hermano mayor, Uriah Theodore, McKay se volvió un lector voraz, comenzando a escribir poesía con tan solo 10 años. Bajo la tutela de su hermano, McKay estudió las figuras más representativas de la literatura y filosofía, tanto clásica como inglesa, así como ciencia y teología.
En 1906 McKay entró como aprendiz de un ebanista de carruajes y armarios, conocido como Old Brenga, con el cual permaneció durante dos años. Durante dicho periodo, en 1907, McKay conoció a Walter Jekyll, quien se convirtió en su mentor e inspiración, animándole a concentrarse en sus escritos. Jekyll convenció a McKay para escribir en su dialecto nativo, e incluso más adelante pondría música a alguno de sus versos. Jekyll también ayudó a McKay a publicar en 1912 su primer libro de poesía, Songs of Jamaica, los primeros poemas publicados en Patois (dialecto conformado a partir de una mayoría de palabras inglesas, pero con estructura africana).
El siguiente libro de McKay, Constab Ballads, se publicó ese mismo año y estaba basado en su experiencia como oficial de policía en Jamaica. También ese año se marchó a EE. UU., al instituto Tuskegee de Booker T. Washington, donde se sintió conmocionado por el fuerte racismo que encontró en Charleston, Carolina del Sur, donde muchos edificios públicos estaban segregados. Ante el rechazo a "la existencia maquinal allí", McKay se fue a estudiar a la Universidad Estatal de Kansas. A estas fechas corresponde su periodo de activismo político, así como la lectura de The Souls of Black Folk, de W. E. B. Du Bois, que tuvo un gran impacto en él. 
A pesar de los buenos resultados obtenidos en los exámenes de acceso, en 1914 McKay decide que no quiere ser ingeniero agrónomo y se va a Nueva York, donde se casa con su novia de la infancia Eulalia Lewars.

## Carrera
McKay publicó dos poemas en 1917, en Seven Arts, bajo el alias de Eli Edwards. Sin embargo, McKay continuó trabajando como camarero en el ferrocarril. En 1919 conoció a Crystal y a Max Eastman, editores de The Liberator (donde McKay trabajaría como coeditor ejecutivo hasta 1922). Fue en este momento cuando publicó uno de sus poemas más famosos, "If We Must Die", durante el "Verano Rojo", un periodo de intensa violencia racial contra los negros en las sociedades angloamericanas. Esto tuvo lugar en una etapa de su poesía que señaló el comienzo de su vida como escritor profesional.
Durante la estancia de McKay en The Liberator, tuvo aventuras amorosas con hombres y mujeres, incluyendo a Waldo Frank y a Edward Arlington Robinson. Los detalles sobre sus relaciones son escasos.
McKay se involucró con un grupo de radicales negros descontentos tanto con el  nacionalismo de Marcus Garvey como con la organización reformista de clase media NAACP. Entre ellos se incluía a los afrocaribeños Cyril Briggs, Richard B. Moore y Wilfrid Domingo. Todos ellos lucharon por la autodeterminación negra dentro de un contexto de revolución socialista. Juntos fundaron una revolucionaria organización semisecreta, la Hermandad de Sangre Africana. Pronto, McKay partió hacia Londres, Inglaterra.
Hubert Harrison le había pedido a McKay que escribiera para el Negro World propiedad de Garvey, pero únicamente unas cuantas copias del mismo han sobrevivido a esa época, ninguna de las cuales contiene artículos escritos por McKay. Él solía frecuentar una asociación de soldados en Drury Lane y la Organización Socialista Internacional en Shoreditch. Fue durante este periodo cuando el compromiso de McKay con el socialismo aumentó y comenzó a leer a Marx con asiduidad. En la Organización Socialista Internacional, McKay conoció a Shapurji Saklatvala, A. J. Cook, Guy Aldred, Jack Tanner, Arthur McManus, William Gallacher, Sylvia Pankhurst y a George Lansbury. Pronto fue invitado a escribir para el periódico Workers' Dreadnought.
En 1920, el Daily Herald, un periódico socialista publicado por George Lansbury, incluyó un artículo racista escrito por E. D. Morel. Titulado "Black Scourge in Europe: Sexual Horror Let Loose by France on the Rhine", insinuaba una flagrante hipersexualidad en africanos en general, pero Lansbury se negó a imprimir la respuesta de McKay. Esta respuesta apareció más tarde en el Workers' Dreadnought. Aquí comenzó su colaboración habitual con el Workers' Dreadnought y con la Federación Socialista Obrera, un grupo perteneciente al Comunismo Consejista activo en el East End y que tenía mayoría femenina en todos los niveles de la organización. Mckay se convirtió en periodista asalariado del periódico; algunas personas afirman que fue el primer periodista negro en Gran Bretaña. Asistió a la Communist Unity Conference que creó el Partido Comunista de Gran Bretaña. Al mismo tiempo también se publicó algo de su poesía en la Cambridge Magazine, editada por C. K. Ogden.
Cuando Sylvia Pankhurst fue arrestada conforme a la Ley de Defensa Nacional por publicar artículos "deliberados y que con probabilidad causarían sedición entre las fuerzas armadas de Su Majestad, en la Marina, y entre la población civil," la casa de McKay fue inspeccionada. Es probable que él fuera el autor de "The Yellow peril and the Dockers" atribuido a León López, que fue uno de los artículos mencionados por el gobierno en el caso contra el Workers' Dreadnought.
En 1922 visitó la Unión Soviética y asistió al cuarto congreso de la Internacional Comunista en Moscú. Allí, conoció a muchos líderes bolcheviques incluyendo a León Trotski, Nikolai Bukharin y Karl Radek.

## McKay y el Renacimiento de Harlem
McKay fue una figura fundamental dentro de la literatura afroamericana en EE. UU., ya que se dio a conocer como una de las primeras y más activas voces del denominado Renacimiento de Harlem. Fue considerado uno de los principales poetas del movimiento. Entre sus más famosos poemas de este periodo se encuentran el comprometido If We Must Die (1919) y el autorretrato Outcast, que fue recogido en Harlem Shadows (1922). 
McKay también escribió reminiscencias líricas de su Jamaica natal, así como obras sobre el amor y el exilio, tales como el  Tropics in New York y Harlem Dancer. El tono de muchas de sus obras ha sido descrito como racialmente consciente y revolucionario. Abogó en favor de las libertades civiles plenas y de la solidaridad racial. El orgullo de McKay por su cultura, y su conciencia racial, ayudaron a estimular la expresión de la cultura Afroamericana.

## Home to Harlemy otras obras
En 1928 McKay publicó su novela más conocida, Home to Harlem (1928), con la cual ganó el Harmon Gold Award de literatura. La novela, que describe la vida de la calle en el Harlem, tuvo un gran impacto entre los intelectuales negros del Caribe, oeste de África, y Europa.
La novela de McKay consiguió un considerable número de lectores, especialmente entre aquellos que querían saber más acerca de los intensos, y a veces impactantes, detalles de la vida nocturna del Harlem. Su novela fue un intento por capturar el espíritu penetrante y enérgico de los "desarraigados negros sin techo". Home to Harlem fue una obra en la cual McKay buscó entre la gente común una identidad negra distintiva.
A pesar de esto, el libro suscitó las críticas de uno de los héroes de McKay, W. E. B. Du Bois. Para Du Bois, las francas descripciones de la sexualidad y la vida nocturna en el Harlem de la novela, lo único que hacían era apelar a la "curiosidad lasciva" de los lectores blancos y de los editores en busca de retratos del "libertinaje" negro. Según dijo Du Bois: "Home to Harlem ... en su mayor parte me da náuseas, y después de leer las partes más sucias de esa porquería siento invariablemente ganas de tomar un baño." En la actualidad, autores más modernos rechazan esta crítica de Du Bois, quien estaba más preocupado por usar el arte como propaganda en la lucha por la liberación política de los Afroamericanos más que en el valor del arte como escaparate de la verdad sobre vida de la gente negra.
Otras novelas de McKay fueron Banjo (1930), y Banana Bottom (1933). Banjo fue célebre por su retrato de cómo los Franceses trataban a los colonos negros, ya que la novela gira en torno a las aventuras de un marinero negro en Marsella. Césaire afirmó que en Banjo, se describía a los negros sinceramente y sin ningún tipo de "inhibición o prejuicio". Banana Bottom fue la tercera novela de McKay. Se dice del libro que sigue como tema principal a un individuo negro en busca del establecimiento de su identidad cultural en una sociedad blanca. El libro trata entre líneas de las tensiones raciales y culturales.
McKay también escribió una colección de relatos cortos, Gingertown (1932), y dos obras autobiográficas, A Long Way from Home (1937) y Harlem: Negro Metropolis (1940). Su recopilatorio de poemas, Selected Poems (1953), y su segunda autobiografía, My Green Hills of Jamaica (1979), se publicaron póstumamente.
Desilusionado del comunismo, McKay, abrazó las enseñanzas sociales de la Iglesia católica y se bautizó. Murió de un ataque al corazón a la edad de 59 años.

## Legado
En el 2002, el erudito Molefi Kete Asante colocó a Claude McKay en su lista de los 100 Mejores Afroamericanos. Es considerado como "el más destacado intelectual negro de izquierdas de su tiempo" y sus obras han influido enormemente en toda una generación de autores negros, incluyendo a James Baldwin y Richard Wright.

## Premios
La medalla de oro del Jamaican Institute of Arts and Sciences en 1912 por dos libros de poesía, Songs of Jamaica y Constab Ballads;
El premio de la fundación Harmon por su distinguido éxito literario, NAACP, en 1929, por Harlem Shadows y Home to Harlem. 
Y el James Weldon Johnson Literary Guild Award, en 1937.